# Ismaël Sacko
Pour les articles homonymes, voir Sacko.
Ismaël Sacko, né le 2 décembre 1972 à Fougamou au Gabon, est un haut fonctionnaire et homme d’État malien, personnage politique influent de la république malienne. Il est originaire de Kayes, première région du Mali et de Sirimoulou dans la commune de Koussané.

## Origine
Isamël Sacko est né le 2 décembre 1972 à Fougamou au Gabon. Il est descendant de la lignée d'érudits et fils d’imam.
Il réside actuellement à Sébénincoro en commune IV du District de Bamako.

## Formation
Ismaël Sacko a fait ses études primaires à Fougamou au Gabon, ses études secondaires à Kayes et a obtenu son baccalauréat à Bamako.
Sorti de l’école d’agronomie de Katibougou, il est ingénieur agronome en décembre 2000. Il part en France de 2002 à 2009 où il obtient un Master en Gestion des Projets en 2004 à l’université de Haute-Alsace à Mulhouse dans la faculté science économie.
Ismaël Sacko commence par militer dans les années 1996 au sein de la société civile. Il a été élu  à 
18 ans comme leader de la société civile. Il fut président du club anti-Sida de l’IPR-IFRA de Katibougou (deuxième région administrative du Mali Koulikoro) en 1997. Ensuite, il devient coordinateur national du club anti-Sida du Mali.

## Carrière professionnelle
De retour dans son pays natal, il intègre le programme de l’Union européenne pour la gestion des migrations comme chef de service des Études de recherches et de documentation du 1er décembre 2009 au 12 février 2014.
Le 13 février 2014 il intègre le cabinet du Président Ibrahim Boubacar Keïta comme chargé de mission pour les questions politiques sociales et des migrations.

## Parcours politique
Il forme avec ses compatriotes l’Association des diplômés et étudiants maliens de France (ADEM-France) dont il fut le premier président (2009-2010) et, dans la même période, le Président du Conseil national de la jeunesse malienne de France.
Il a créé le mouvement « Devoir de génération » mais s'est fait limogé pour insuffisance de résultats. Il rentre dans son pays natal comme chef de service des études de recherche et de documentation au département de la migration.
D’abord militant du parti politique YELEMA, il décide de présenter sa démission et avec des camarades, il crée le PSDA (Parti social-démocrate africain) pour conquérir l’intérieur du pays et soutenir la candidature du Président actuel du Mali Ibrahim Boubacar Keïta aux élections présidentielles de 2013 et 2018 en faisant adhérer le PSDA à la Convention de la majorité présidentielle (CMP) puis à  l'EPM.
De 2007 à 2009 il est le président du Forum de l'emploi des jeunes ayant pour mission l’accueil et l’insertion des étudiants du Mali en France,,,,.